# История версий Android
Android — свободная и открытая операционная система для мобильных телефонов, планшетов, умных часов, телевизоров и смартбуков, использующая ядро Linux и разрабатываемая компанией Google. Обновления версий Android направлены на исправление обнаруженных ошибок и добавление новых функций в систему. Ежемесячные обновления предназначены для закрытия уязвимостей.
История версий операционной системы Android началась с публичного выпуска её первой бета-версии 5 ноября 2007 года, она представляла собой эмулятор Java Runtime.
Первая коммерческая версия Android была выпущена 23 сентября 2008 года с выходом Android 1.0, которая предназначалась только для HTC Dream. Первая версия, которая не была привязана к определённому устройству, Android 1.5, вышла 27 апреля 2009 года. С её появлением у разработчиков устройств появилась готовая и бесплатная прошивка, а у разработчиков приложений — готовая среда разработки.
Изначально Google рассчитывала давать версиям Android имена известных роботов, но отказалась из-за проблем с авторскими правами. Каждая версия системы начиная с версии Android 1.5 получает собственное кодовое имя на тему сладостей. Кодовые имена присваиваются в алфавитном порядке латинского алфавита.
Android 3.0, была нацелена на использование в устройствах с большим экраном, например планшеты. Данная версия довольно быстро перестала быть актуальной ввиду отсутствия в то время устройств с большим экраном, и низкой конкурентоспособностью против iPad и потому в 2012 году её поддержка закончилась.
С версии Android 3.1 обновления выходили раз в 6 месяцев. Начиная с Android 9 обновления выходят каждый год, и обычно разработка начинается в феврале и заканчивается осенью.
Начиная с 27 сентября 2021 года Google запретил доступ к своим сервисам на устройствах с Android 2.3.7 и ниже, а с декабря 2023 также с Android 4.4.4W.2 и ниже. Теперь для входа требуется MicroG, благодаря которым можно войти на Android 4.4 — 5, или использовать по умолчанию на Android 6+. Если вы хотите дальше пользоваться устаревшим устройством, но вам мешает отсутствие Сервисов Google, то вы можете использовать MicroG.
Начиная с 13 февраля 2025 года Google отключил доступ к YouTube для устройств у которых версия Android 7 и ниже. Примерно тоже самое произошло и у пользователей Android 5 в прошлом году. Осуждать или хвалить за эти действия компанию это дело каждого. Google поддерживает версию SDK примерно 4 года обновлениями безопасности и 10 лет обновлениями Сервисов Google. Разработчики приложений обычно сами властны на каких версиях Android будет поддержка, и как долго на них будет обновляться их продукт, но обычно он заканчивается тогда же когда и заканчивается поддержка Сервисов Google. Однако это не значит что программа 100 % перестанет работать на устройстве, просто новые возможности, которые внедряются с обновлениями будут не доступны, либо что хуже — будут, сильно нагружать систему; ведь оптимизация для старого аппарата явно не будет проводиться. Также со временем программа может начать тормозить из-за устаревания уже самого телефона.
Последняя версия Android на данный момент — Android 16, стабильная версия которого была выпущена 10 июня 2025 года.

## Таблица обновлений Android
| Название                                                        | Версия API/SDK | Номера версий | Обновления безопасности | Поддержка сервисов Google Play | Дата стабильного релиза | Последнее обновление системы безопасности | Последняя версия сервисов Google Play | Использование в мире | Ссылки      |
| --------------------------------------------------------------- | -------------- | ------------- | ----------------------- | ------------------------------ | ----------------------- | ----------------------------------------- | ------------------------------------- | -------------------- | ----------- |
| Beta                                                            | Нет            | 0.9           | Нет                     | Нет                            | 18 августа 2008 г.      | —                                         | —                                     | 0 %                  |             |
| Base (Apple Pie/Astroboy)                                       | 1              | 1.0           | Нет                     | Нет                            | 23 сентября 2008 г.     | —                                         | —                                     | 0 %                  |             |
| Base 1.1 (Petit Four)                                           | 2              | 1.1           | Нет                     | Нет                            | 9 февраля 2009 г.       | —                                         | —                                     | 0 %                  |             |
| Cupcake                                                         | 3              | 1.5           | Нет                     | Нет                            | 27 апреля 2009 г.       | —                                         | —                                     | 0 %                  |             |
| Donut                                                           | 4              | 1.6           | Нет                     | Нет                            | 15 сентября 2009 г.     | —                                         | —                                     | 0 %                  |             |
| Eclair                                                          | 5              | 2.0           | Нет                     | Нет                            | 27 октября 2009 г.      | —                                         | —                                     | 0 %                  |             |
| Eclair                                                          | 6              | 2.0.1         | Нет                     | Нет                            | 3 декабря 2009 г.       | —                                         | —                                     | 0 %                  |             |
| Eclair                                                          | 7              | 2.1           | Нет                     | Нет                            | 11 января 2010 г.       | —                                         | —                                     | 0 %                  |             |
| Froyo                                                           | 8              | 2.2—2.2.3     | Нет                     | Нет                            | 20 мая 2010 г.          | —                                         | 3.2.25 (Октябрь 2014)                 | 0 %                  |             |
| Gingerbread                                                     | 9              | 2.3—2.3.3     | Нет                     | Нет                            | 6 декабря 2010 г.       | —                                         | 10.0.84 (Ноябрь 2016)                 | 0 %                  | [ 7 ] [ 8 ] |
| Gingerbread                                                     | 10             | 2.3.4-2.3.7   | Нет                     | Нет                            | 9 февраля 2011 г.       | —                                         | 10.0.84 (Ноябрь 2016)                 | 0 %                  |             |
| Honeycomb                                                       | 11             | 3.0           | Нет                     | Нет                            | 22 февраля 2011 г.      | —                                         | 10.0.84 (Ноябрь 2016)                 | 0 %                  | [ 9 ]       |
| Honeycomb                                                       | 12             | 3.1           | Нет                     | Нет                            | 10 мая 2011 г.          | —                                         | 10.0.84 (Ноябрь 2016)                 | 0 %                  |             |
| Honeycomb                                                       | 13             | 3.2—3.2.6     | Нет                     | Нет                            | 16 декабря 2011 г.      | —                                         | 10.0.84 (Ноябрь 2016)                 | 0 %                  |             |
| Ice Cream Sandwich                                              | 14             | 4.0—4.0.2     | Нет                     | Нет                            | 18 октября 2011 г.      | —                                         | 14.8.48 (Февраль 2019)                | >0,01 %              | [ 10 ]      |
| Ice Cream Sandwich                                              | 15             | 4.0.3-4.0.4   | Нет                     | Нет                            | 16 декабря 2011 г.      | —                                         | 14.8.48 (Февраль 2019)                | >0,01 %              |             |
| Jelly Bean                                                      | 16             | 4.1—4.1.2     | Нет                     | Нет                            | 9 июля 2012 г.          | —                                         | 21.33.56 (Сентябрь 2021)              | 0,03 %               | [ 11 ]      |
| Jelly Bean                                                      | 17             | 4.2—4.2.2     | Нет                     | Нет                            | 13 ноября 2012 г.       | —                                         | 21.33.56 (Сентябрь 2021)              | 0,03 %               |             |
| Jelly Bean                                                      | 18             | 4.3—4.3.1     | Нет                     | Нет                            | 24 июля 2013 г.         | —                                         | 21.33.56 (Сентябрь 2021)              | 0,03 %               |             |
| KitKat                                                          | 19             | 4.4—4.4.4     | Нет                     | Нет                            | 31 октября 2013 г.      | Октябрь 2017                              | 23.30.13 (Август 2023)                | 0,12 %               | [ 2 ]       |
| KitKat                                                          | 20             | 4.4W-4.4W2    | Нет                     | Нет                            | 25 июня 2014 г.         | N/A                                       | 23.30.13 (Август 2023)                | 0,12 %               | [ 12 ]      |
| Lollipop                                                        | 21             | 5.0—5.0.2     | Нет                     | Нет                            | 4 ноября 2014 г.        | Ноябрь 2017                               | 24.28.35 (Июль 2024)                  | 1,94 %               |             |
| Lollipop                                                        | 22             | 5.1—5.1.1     | Нет                     | Нет                            | 2 марта 2015 г.         | Март 2018                                 | 24.28.35 (Июль 2024)                  | 1,94 %               |             |
| Marshmallow                                                     | 23             | 6.0—6.0.1     | Нет                     | Да                             | 5 октября 2015 г.       | Август 2018                               | 25.06.32 (Март 2025)                  | 1,32 %               |             |
| Nougat                                                          | 24             | 7.0           | Нет                     | Да                             | 22 августа 2016 г.      | Август 2019                               | 25.06.32 (Март 2025)                  | 1,31 %               |             |
| Nougat                                                          | 25             | 7.1—7.1.2     | Нет                     | Да                             | 4 октября 2016 г.       | Октябрь 2019                              | 25.06.32 (Март 2025)                  | 1,31 %               |             |
| Oreo                                                            | 26             | 8.0           | Нет                     | Да                             | 21 августа 2017 г.      | Январь 2021                               | 25.06.32 (Март 2025)                  | 3,15 %               |             |
| Oreo                                                            | 27             | 8.1           | Нет                     | Да                             | 5 декабря 2017 г.       | Октябрь 2021                              | 25.06.32 (Март 2025)                  | 3,15 %               |             |
| Pie                                                             | 28             | 9             | Нет                     | Да                             | 6 августа 2018 г.       | Январь 2022                               | 25.06.32 (Март 2025)                  | 3,54 %               |             |
| Queen Cake                                                      | 29             | 10            | Нет                     | Да                             | 3 сентября 2019 г.      | Февраль 2023                              | 25.06.32 (Март 2025)                  | 6,04 %               |             |
| Red Velvet Cake                                                 | 30             | 11            | Нет                     | Да                             | 8 сентября 2020 г.      | Февраль 2024                              | 25.06.32 (Март 2025)                  | 11,43 %              |             |
| Snow Cone                                                       | 31             | 12            | Нет                     | Да                             | 4 октября 2021 г.       | Март 2025                                 | 25.06.32 (Март 2025)                  | 12,88 %              |             |
| Snow Cone                                                       | 32             | 12L           | Нет                     | Да                             | 7 марта 2022 г.         | Март 2025                                 | 25.06.32 (Март 2025)                  | 12,88 %              |             |
| Tiramisu                                                        | 33             | 13            | Да                      | Да                             | 15 августа 2022 г.      | Май 2025                                  | 25.06.32 (Март 2025)                  | 18,01 %              |             |
| Upside Down Cake                                                | 34             | 14            | Да                      | Да                             | 4 октября 2023 г.       | Май 2025                                  | 25.06.32 (Март 2025)                  | 35,51 %              |             |
| Vanilla Ice Cream                                               | 35             | 15            | Да                      | Да                             | 3 сентября 2024 г.      | Май 2025                                  | 25.06.32 (Март 2025)                  | 4,58 %               | [ 14 ]      |
| Baklava                                                         | 36             | 16            | Да                      | Да                             | 10 июня 2025 г.         | Май 2025                                  | 25.06.32 (Март 2025)                  | 0,01 %               | [ 15 ]      |
| Исторические Устаревшие Неактуальные Актуальные Текущая Будущая | 1. 2. 3. 4.    | 1. 2. 3. 4.   | 1. 2. 3. 4.             | 1. 2. 3. 4.                    | 1. 2. 3. 4.             | 1. 2. 3. 4.                               |                                       |                      |             |

## История обновлений
| | Android 1.0 |
| - Первая стабильная версия системы. - Появился магазин приложений Android Market. - YouTube-видеоплеер - Поддержка Bluetooth и Wi-Fi - Google Карты - Клиент эл. почты Примечание: создано для HTC Dream |             |
| Дата выхода: 23 сентября 2008 года · Версия ядра Linux: 2.x · Версия API: 1 |             |

| | Android 1.1 |
| - Исправление нескольких проблем. - Изменения в API. - Добавлены подробности и отзывы к картам. - Увеличен период отключения экрана при использовании в режиме телефона. - Добавлены кнопки «Показать» и «Спрятать» в меню вызова. - Добавлена поддержка сохранения вложений из MMS. А также функция Voiceover. - Добавлена поддержка меток в раскладках. - Обновление API до версии 2. Примечание: обновление было выпущено только для HTC Dream |             |
| Дата выхода: 9 февраля 2009 года · Версия ядра Linux: 2.6 · Версия API: 2 |             |

| | Android 1.5 Cupcake |
| - Возможность установки сторонних клавиатур. - Новая программная клавиатура с функцией автозаполнения и возможностью работы при различных положениях экрана. - Поддержка виджетов и папок на рабочем столе. - Запись и воспроизведение видео в MPEG-4 и 3GP. - Поддержка Bluetooth-профиля A2DP и AVRCP. - Возможность автоматического подключения к Bluetooth гарнитуре, находящейся на определённом расстоянии. - Обновление WebKit и Squirrelfish Javascript Engine. - Возможность публикации фотографий (Picasa) и видео (YouTube) в интернете. - Добавлен поиск по веб-странице и возможность работы с текстом. - Визуальные изменения в браузере. - Изменения списка контактов и истории звонков. - Добавлены инструменты для обслуживания и автоматического определения файловой системы карты памяти. - Анимация при переключении между окнами. - Обновление API до версии 3. | >                   |
| Дата выхода: 30 апреля 2009 года · Версия ядра Linux: 2.6.27 · Версия API: 3 |                     |

| | Android 1.6 Donut |
| - Изменён дизайн и улучшена работа с магазином приложений Android Market - Интегрирован интерфейс для работы с фото-, видеокамерой и галереей снимков, позволяющий легко переключаться между режимом фото и видео, а в галерее появилась возможность выделять сразу несколько объектов для удаления. - Добавлена функция многоязычного голосового поиска. - Обновлённая функция поиска, позволяющая вести поиск среди закладок, истории, контактов, а также в интернете. - Повышена скорость работы приложений поиска и камеры. - Добавлена поддержка CDMA, 802.1x, VPN, а также функция синтеза речи. - Поддержка разрешений WVGA. - Добавлен фреймворк жестов и инструмент GestureBuilder. - Добавлена бесплатная возможность пошаговой навигации от Google. - Обновление API до версии 4. | >                 |
| Дата выхода: 15 сентября 2009 года · Версия ядра Linux: 2.6.29 · Версия API: 4 |                   |

| | Android 2.0 / 2.1 Eclair |
| - Добавлена возможность использования нескольких аккаунтов Google. - Обновлён интерфейс клиента электронной почты для работы с несколькими аккаунтами. - Добавлена поддержка Microsoft Exchange Server через Exchange ActiveSync[en] 2.5. - Добавлена возможность быстрого доступа к контактам. - Добавлена возможность поиска по SMS и MMS сообщениям и автоматического удаления старых сообщений при достижении лимита. - Обновление камеры: поддержка вспышки, цифрового увеличения и эффектов. - Улучшена раскладка экранной клавиатуры и механизм обучения словаря. - Новый пользовательский интерфейс браузера и поддержка HTML5. - Обновлён календарь. - Обновление графической архитектуры, позволившее улучшить аппаратное ускорение. - Поддержка Bluetooth 2.1 и профиля OPP и PBAP. - Добавлена поддержка новых размеров и разрешений экранов. - Изменён пользовательский интерфейс. - Улучшен класс MotionEvent для поддержки нескольких касаний. - Обновлен API до версии 5. - Мелкие изменения в API, и его обновление на версию 6 исправлены ошибки, поведенческие изменения фреймворка. - Обновлен API до версии 6. - Добавлены «живые» обои. - Улучшена контрастность фона. - Добавлены улучшения для Google Maps 3.1.2. - Обновлен API до версии 7. | >                        |
| Дата выхода: 27 октября 2009 года (2.0), 3 декабря 2009 года (2.0.1), 12 января 2010 года (2.1) · Версия ядра Linux: 2.6.29 · Версия API: 5, 6, 7 |                          |

| | Android 2.2 Froyo |
| - Общая оптимизация ОС Android, памяти и производительности. - Дополнительные улучшения скорости работы приложений, использующих JIT-компиляцию. - Интеграция в браузер JavaScript-движка V8, ранее реализованного в Chrome. - Улучшенная поддержка Microsoft Exchange (политики безопасности, автоматическое распознавание, просмотр GAL, синхронизация календарей, удаленная работа). - Улучшен запуск приложений через ярлыки телефона и браузера. - Добавлена функциональность тетеринга посредством USB и Wi-Fi. - Добавлена возможность блокировать доступ к данным по сотовой связи. - Обновлено приложение для работы с Android Market, в которое добавлена возможность групповых и автоматических обновлений. - Быстрое переключение между несколькими клавиатурными раскладками и соответствующими им словарями. - Голосовой набор и обмен контактами через Bluetooth. - Поддержка числовых и символьно-числовых паролей. - Поддержка полей в браузере для загрузки файлов. - Поддержка установки приложений в расширенную память. - Поддержка Adobe Flash 10.2. - Поддержка экранов со сверхвысоким разрешением (320 dpi), как например 4-дюймовый экран с разрешением 720p. - Поддержка OpenGL ES 2.0. - Обновление API до версии 8. - Исправляет ошибки, обновление безопасности и производительности. - Исправлены мелкие ошибки, в том числе проблема с SMS на Nexus One. - Два обновления безопасности и исправления ошибок. | >                 |
| Дата выхода: 20 мая 2010 года · Версия ядра Linux: 2.6.32 · Версия API: 8 |                   |

| | Android 2.3 Gingerbread |
| - Обновлённый дизайн пользовательского интерфейса. - Поддержка сверхвысоких размеров экранов и разрешений (WXGA и выше). - Встроенная поддержка протокола SIP VoIP-телефонии. - Поддержка проигрывания видео форматов WebM/VP8, а также поддержка аудио стандарта AAC. - Новые звуковые эффекты: реверберация, эквалайзер, виртуализация наушников, усиление басов. - Поддержка стандарта Near Field Communication. - Системная поддержка копирования и вставки. - Переработанная программная клавиатура с поддержкой нескольких касаний. - Улучшенная поддержка встроенной разработки кода. - Улучшения для разработчиков игр в области аудио, графической части и ввода информации. - Параллельная сборка мусора для улучшения производительности. - Встроенная поддержка большего числа сенсоров (например, гироскопы и барометры). - Менеджер скачивания для длительных загрузок. - Улучшено управление питанием и контроль за приложениями. - Встроенная поддержка нескольких камер. - Переход с использования файловой системы YAFFS на ext4. - Обновление API до версии 9. - Исправлены ошибки. - Исправлены ошибки SMS/MMS. - Некоторые улучшения и API для платформы Android 2.3. - Обновление API до версии 10. - Видео и голосовой чат для Google Talk. - Улучшения производительности сетевого стека для аппарата Nexus S 4G, другие изменения и улучшения. - Исправлен баг Bluetooth на Samsung Galaxy S. - Улучшено приложение Gmail. - Исправлена проблема с часовыми поясами (GMT+3 и GMT+4). - Исправлен баг голосового поиска. - Появилось пасхальное яйцо, которое находится в пункте «О телефоне» в настройках (в этой версии — просто рисунок). - Добавлена поддержка платежной системы Google Wallet для аппарата Nexus S 4G. | >                       |
| Дата выхода: 6 декабря 2010 года · Версия ядра Linux: 2.6.35 · Версия API: 9, 10 |                         |

| | Android 3.0 / 3.1 / 3.2 Honeycomb |
| - Новое пасхальное яйцо (пчела, при зажатии которой появляется надпись «REZZZZZZ...») - Поддержка многоядерных процессоров. - Улучшенная поддержка планшетов благодаря новому пользовательскому интерфейсу. - Трёхмерный рабочий стол с переписанными виджетами. - Улучшенная многозадачность. - Улучшения обозревателя, среди которых закладки для открытых веб-страниц, автозаполнение форм, синхронизация ссылок с Google Chrome, приватный режим просмотра. - Поддержка видеочатов при помощи Google Talk. - Поддержка аппаратного ускорения. - Обновление API до версии 11. - Расширен список недавно запущенных приложений. - Изменяемый размер виджетов рабочего стола. - Поддержка внешних клавиатур, мышей, джойстиков/геймпадов. - Нативное воспроизведение аудиофайлов в формате FLAC. - Поддержка HTTP-прокси для каждой подключенной WiFi-точки. - Обновление API до версии 12. - Внесены оптимизации для поддержки более широкого спектра планшетов. - Добавлен специальный режим масштабирования приложений с фиксированным размером. - Расширен API поддержки экрана для разработчиков. - Лёгкий доступ приложений к файлам на SD-карте, например для синхронизации. - Обновление API до версии 13. - Незначительные исправления безопасности и стабильности, улучшения в Wi-Fi. - Обновление для Android Market с автоматическими обновлениями и упрощённо-читаемым текстом Правил и Положений. - Обновление Google Books. - Улучшена поддержка Adobe Flash в браузере. - Улучшенный предиктивный ввод на китайском. - Мелкие улучшения и исправления для 4G Motorola Xoom. | >                                 |
| Дата выхода: 22 февраля 2011 года · Версия ядра Linux: 2.6.36 · Версия API: 11, 12, 13 |                                   |

| | Android 4.0 Ice Cream Sandwich |
| - Новое пасхальное яйцо (пиксельный робот Android, положенный в сендвич с мороженым; при зажатии пальца по нему, появляются множество таких же летящих роботов с фейерверками на заднем плане; напоминает Nyan Cat) - Использование единой оболочки для планшетов, смартфонов и других устройств на базе OS Android. - Open Accessory API — API для интеграции с разнообразным оборудованием. - Поддержка Real-time Transport Protocol API для аудио. - Улучшенная многозадачность. - Изменение панели уведомлений. - Изменённая панель блокировки с вынесением ярлыков для быстрого запуска камеры, доступа к функциям телефона (вызовов), доступа к текстовым сообщениям и меню для работы с электронной почтой. - Улучшенный ввод текста и проверки орфографии. - Улучшенный режим голосового надиктовывания текста. - Система контроля использования интернет-трафика. - Программное улучшение камеры: внедрение режима панорамной съёмки, программная стабилизация изображения, эффекты в реальном времени при видеосъёмке. - Поддержка снятия скриншотов (screen capture) средствами операционной системы. - Обновлённый браузер с поддержкой вкладок, синхронизацией закладок Google Chrome. Также обновлено ядро WebKit и движок V8 с поддержкой Crankshaft - Расширенные возможности безопасности: разблокировка устройства через распознавание лица владельца, полное шифрование аппарата, ASLR, новый VPN API. - Поддержка Wi-Fi Direct. - Обновление API до версии 14. - Исправление ошибок для Galaxy Nexus. - Оптимизации и исправления найденных недочётов для смартфонов и планшетов. - Улучшение производительности камеры, увеличение стабильности, более плавный поворот экрана и некоторые исправления. - Обновление API до версии 15. | >                              |
| Дата выхода: 19 октября 2011 года · Версия ядра Linux: 3.0.1 · Версия API: 14, 15 |                                |

| | Android 4.1 / 4.2 / 4.3 Jelly Bean |
| - Новое пасхальное яйцо (желе-бобы, которые можно свободно перемещать по экрану пальцем, или вовсе выбросить их за пределы экрана) - Обновлённый интерфейс, использование технологии Project Butter для получения более плавного UI. Технология включает тройную буферизацию графического конвейера, чтобы добиться отсутствия скачков в частоте кадров при анимации интерфейса, а также технологию вертикальной синхронизации. - Автоматическое масштабирование виджета и изменение расположения остального содержимого, если он не вмещается на рабочий стол. - Обновление виртуальной клавиатуры, получившей систему предиктивного ввода и расширенный словарь. Поддержка новых языков. - Возможность голосового ввода в автономном режиме, без использования подключения к сети Интернет. - Слепые или слабовидящие получат возможность подключить к смартфону или планшету на Android 4.1 устройство ввода со шрифтом Брайля. - Более информативная панель уведомлений. - Обновлённый поиск, благодаря которому на манер голосового помощника можно получить ответы на заданные голосовые вопросы. - Добавлен сервис Google Now. Он будет снабжать пользователя полезной информацией, опираясь на календарь, историю поисковых запросов и маршруты перемещений телефона. - Фотографии контактов теперь хранятся и отображаются в высоком качестве. - Улучшенное приложение «Камера» добавляет некоторые возможности. - Новый интерфейс для планшетов, классический интерфейс Android 3.0—4.0.4 доступен через редактирование Build.Prop изменение DPI на значение ниже 140. - Исправлены ошибки и увеличена производительность. - Увеличение и уменьшение размеров уведомлений в панели теперь выполняются одним пальцем. - Добавлен ландшафтный режим рабочего стола в Nexus 7. - Одним из основных нововведений в Android 4.2 стала поддержка профилей, теперь на одном устройстве может использоваться несколько учётных записей, каждая со своими настройками, программами и личной информацией. - Клавиатура теперь поддерживает жесты для ввода по типу популярного Swype. Для ввода слов теперь можно водить пальцем по клавиатуре выбирая необходимые буквы, а встроенный словарь будет стараться предоставлять нужные варианты. В целом, по заявлению Google, в Android 4.2 словари стали более точными и полными. - В приложении «Камера» появился новый режим съемки под название Photo Sphere, он позволяет создавать панорамы 360 градусов и публиковать их в Google+ или же в Google Maps, создавая таким образом свою версию Street View. - Появилась поддержка беспроводной передачи видео и игр на совместимые телевизоры по технологии Miracast. - В панели оповещений теперь есть доступ к меню быстрых настроек. - Появился новый режим ожидания Daydream, когда устройство подключено к док-станции или находится в режиме сна, оно может отображать на дисплее разную полезную информацию, новости, погоду или же просто фотографии из альбома. - Google Now также получило небольшое улучшение, теперь оно может сканировать почту Gmail на предмет нахождения различного релевантного контента, такого как билеты на самолёт или приглашения на встречу, и создавать карточки с напоминанием. - Появилась возможность размещать виджеты на экране блокировки. - Обновлён интерфейс камеры. - Обновление ядра Linux до ветки 3.4. - Удален классический планшетный интерфейс, используемый в 3.0—4.0.4. - Устранена ошибка недостающего месяца (декабрь) в приложении «Контакты». - Улучшена работа вибрации при уведомлениях. - Появилась возможность подключить к устройству HID геймпады и джойстики по Bluetooth - Некоторые усовершенствования системы безопасности, исправление ряда программных ошибок. - В шторке центра уведомлений при закачке теперь отображается не только заполняющийся прогресс-бар, но и проценты и время скачивания. - Ярлыки быстрой активации Wi-Fi и Bluetooth в панели переключателей получили дополнительную опцию: теперь долгое нажатие иконки сразу включает беспроводной модуль, а одиночное нажатие отправляет пользователя в настройки. - Появились новые звуки: при подключении устройства к станции беспроводной зарядки, новый сигнал оповещения о критическом уровне заряда батареи. - Исправлены ошибки в передаче звука по Bluetooth. - Повышена безопасность ADB. - Keep и Hangouts теперь будет включен в прошивку и Google Apps по умолчанию. - Недавно найденная ошибка под названием MasterKey исправлена. - Smart или Bluetooth 4.0 LowEnergy включен в новую прошивку, что повышает энергоэффективность устройства при работе по данному протоколу. - В области уведомлений теперь показаны все работающие приложения, даже в фоновом режиме. Отключить отображение значка в панели можно в настройках. - В настройках можно установить постоянную работу Wi-Fi для улучшенного гео-позиционирования. - AVRCP 1.3, доступный совместно с Bluetooth Smart, позволяет при помощи Bluetooth объединять два устройства и использовать их как управляющие друг другом. - Доступна новая камера и галерея. - Поддержка графических библиотек OpenGL ES 3.0. - Появилась скрытая настройка индивидуальных разрешений для приложений. - Устранение небольших ошибок и улучшение стабильности работы системы и её быстродействия. Только для Nexus 7 (2013) LTE. | >                                  |
| Дата выхода: 27 июня 2012 года (4.1), 29 октября 2012 года (4.2), 24 июля 2013 года (4.3) · Версия ядра Linux: 3.0.31—3.4.39 · Версия API: 16, 17, 18 |                                    |

| | Android 4.4 KitKat |
| 31 октября 2013 компания Google представила следующую версию Android KitKat. Изменения коснулись интерфейса. Также Android оптимизировали для работы на бюджетных смартфонах с оперативной памятью 512 МБ. Одновременно с новой версией Android Google также представил смартфон Google Nexus 5. Нововведения версии: - Новое пасхальное яйцо (плитки разнообразных цветов с изображениями робота Android, кексов, желе-бобов и других вещей; эти плитки случайно меняются местами и меняют свой размер; также можно нажать на плитку, тогда она переместится, и, возможно, изменит свой размер). - Google Now, активный голосовой помощник. - Отображение обложек и кнопок управления на экране блокировки при воспроизведении музыки или показе фильмов через Chromecast. - Кнопки навигации и панель уведомлений автоматически скрываются. - Более быстрое переключение задач и распределение памяти. - Приоритетность в телефонной книге. - Умный определитель номера и звонящей организации. - Центр общения в приложении Hangouts. - Японские смайлики в стандартной клавиатуре. - Поддержка облачных принтеров. - Быстрое сохранение файлов в облако. - Поддержка Message Access Profile в автомобилях с Bluetooth. - Поддержка Chromecast. - Запуск веб-приложений через Chrome. - Отображение субтитров к фильмам в стандартном видеоплеере. - «Удаленное управление Android». - Обновлённый дизайн загрузчика файлов: списком или миниатюрами. - Переключение лаунчеров через настройки телефона. - Обновление почты. - Поддержка приложений через инфракрасный порт. - Доступ к настройкам определения местоположения через значок в «Быстрых настройках». - Настройка способа определения местоположения: точное или с меньшим расходом батареи. - Запуск приложений в песочнице. - Поддержка шагомеров. - Осуществление платежей через Google Кошелёк и хранение статистики. - Бета-версия Android Runtime (ART) - Иммерсивный режим. - Устранение небольших ошибок. - Улучшение камеры Nexus 5, уменьшение лага затвора, более точная фокусировка и лучший баланс белого. Также включает исправление некоторых ошибок и улучшение производительности. Nexus 7 2012 добавили «беспроводной монитор» Настройки — Экран. - Улучшенный интерфейс номеронабирателя и приложения «Контакты». - Различные исправления и улучшения. - Исправлена ошибка безопасности, связанная с OpenSSL | >                  |
| Дата выхода: 31 октября 2013 года (4.4), 5 декабря 2013 года (4.4.1), 9 декабря 2013 года (4.4.2), 2 июня 2014 года (4.4.3), 20 июня 2014 года (4.4.4) · Версия ядра Linux: 3.10 · Версия API: 19,20 |                    |

| | Android 5.0 / 5.1 Lollipop |
| - Новое пасхальное яйцо (маленький робот Android, который подпрыгивает при нажатии и всё время летит в сторону; задача — не коснуться леденцов, расставленных на пути; по сути — это аналог Flappy Bird). - «Material Design» — новая составляющая пользовательского интерфейса, которая основана на простоте, яркости, понятности и функциональности. - Появился Project Volta, благодаря которому операционная система обращается к процессору не одиночными запросами, а пакетами данных, тем самым экономя заряд, в результате чего Nexus 5 может работать на 1,5 часа дольше. - Уведомления на экране блокировки. Чтобы открыть одно из уведомлений, нужно два раза нажать по нему - Теперь вместо компилятора Dalvik используется компилятор ART. - Ambient display — функция, при которой при взятии Nexus 6 или Nexus 9 в руки сразу включается дисплей, показывающий важные уведомления. - Smart lock. - В меню быстрых настроек добавлен фонарик. - Переработан режим авторегулировки яркости экрана. - В меню «О телефоне» в настройках появилась возможность оставить отзыв об устройстве. (Только для Nexus.) - Появилась возможность запуска камеры и «звонилки» с экрана блокировки. - Полноценный менеджер пользователей. - Можно настраивать оповещения приложений, отключая их, если даже такой опции нет в самой программе. - Новый интерфейс смены запущенных приложений. - Исправлены ошибки - Исправлены ошибки - Исправлены ошибки. - Улучшена стабильность системы. - Улучшена шторка, интуитивный интерфейс для быстрого выбора сети Wi-Fi и Bluetooth. - Поддержка работы с двумя SIM-картами (ранее производителям приходилось реализовывать эту функцию собственными силами), для каждой SIM-карты можно будет создавать свой профиль с определенным цветом, в который будет окрашиваться цвет стандартной "звонилки" для быстрого распознавания используемой SIM-карты. - Поддержка HD Voice (при условии, что технология поддерживается оператором и «железом» смартфона). - Новая система защиты смартфона и системы Device Protection (Device Protection блокирует смартфон или планшет в случае кражи или потери, делая его фактически бесполезным до тех пор, пока настоящий владелец не пройдет верификацию Google-аккаунта и не снимет программную блокировку). - Новый жест для "вежливых уведомлений", смахнув уведомление вверх останется напоминание о пропущенном событии. - Исправлена ошибка с "утечкой" памяти. - Добавлен встроенный сервис VPN от Google для большей безопасности при подключении к открытым сетям Wi-Fi (только для Nexus). |                            |
| Дата выхода: 3 ноября 2014 года (5.0), 3 декабря 2014 года (5.0.1), 20 декабря 2014 года (5.0.2), 9 марта 2015 года (5.1), 21 марта 2015 года (5.1.1) · Версия ядра Linux: 3.16.1 · Версия API: 21, 22 |                            |

| | Android 6.0 Marshmallow |
| - Компания Google анонсировала новую версию своей мобильной операционной системы. Новинку представил вице-президент Google Сундар Пичаи на конференции для разработчиков Google I/O. - Новое пасхальное яйцо (переделанное яйцо из Android 5 Lollipop, но вместо леденцов, на пути расставлены маршмеллоу, а также можно добавить дополнительных роботов с помощью кнопки вверху экрана, которые будут подпрыгивать одновременно) - Среди главных функций релиза — мобильная платежная система Android Pay и стандартизированная верификация при помощи отпечатков пальцев на уровне платформы. Для устройств, оснащенных сканером отпечатка, будет доступна разблокировка гаджета и авторизация покупок в Google Play, а разработчики смогут встраивать соответствующий API в любые Android-приложения. - Также Google уделила много внимания экономии заряда аккумулятора — именно в этой сфере Android-устройства часто подвергаются критике. Функция Doze работает за счет сенсора движения: когда устройство находится в покое долгое время, активируется "глубокий спящий" режим, активность приложений в фоновом режиме сильно ограничивается, что сохраняет заряд батареи. - Google также обещала пользователям больше контроля над тем, как приложения используют их данные, — запросы на работу с информацией будут отправляться не в момент установки, а непосредственно в ходе использования приложения. - Новая функция Chrome custom tabs призвана сделать более удобным потребление веб-контента на мобильном. Всего в Android M будет около 100 новых функций, заявил вице-президент Google Дэвид Бюрке. - Исправлены ошибки. - Исправлена проблема с системными часами. - Более 200 новых смайликов. - Функция быстрого запуска камеры двойным нажатием кнопки питания. |                         |
| Дата выхода: 29 сентября 2015 года · Версия ядра Linux: 3.18.10 · Версия API: 23 |                         |

| | Android 7.0 / 7.1 Nougat |
| - Новое пасхальное яйцо (нужно нажимать на букву N, пока внизу не появится кошачья мордочка; затем открыть настройку быстрых плиток в шторке уведомлений и добавить новую плитку «???? Android Easter Egg». При нажатии на плитку, появится меню с выбором угощения-приманки для кота; после выбора угощения, нужно подождать уведомления о том, что нашёлся кот; при нажатии на это уведомление, открывается список всех пойманных котов, каждому можно дать имя, а также поделиться изображением кота) - Android 7.0 Nougat получила режим многооконного разделения экрана, в котором два приложения могут занять две половины экрана. - Значки быстрого доступа теперь выводятся на компактной панели. - Реализована фильтрация входящих звонков по телефонному номеру. - Улучшены уведомления, появилась возможность быстрого ответа. - Фоновое переключение задач: все открытые приложения и выполняемые операции можно быстро вывести на основной экран с помощью кнопки «Обзор». Двойное нажатие открывает предыдущую задачу, а удерживание позволяет выбрать нужную среди всех доступных. Подобная функция успешно используется в Windows с помощью комбинации Alt + Tab. - Ночной режим позволяет добиться оптимального отображения информации на экране с помощью автоматического повышения контрастности и регулировки яркости. - Уведомления одного приложения могут быть объединены. - Усовершенствована функция энергосбережения «Doze». Ранее она работала только когда телефон был неподвижен, но теперь Google утверждает, что "Doze экономит батарею всякий раз, когда экран выключается". - Новый «Data Saver» режим ограничивает использование мобильных данных в фоновом режиме и может вызвать внутренние функции в приложениях, которые предназначены для уменьшения использования пропускной способности, к примеру сжатие качества потокового мультимедиа. - Новый дизайн папок. Значки внутри рамки выстроены в сетку. - Поддержка режима «картинка в картинке». - 72 новых emoji. - Полноценная аппаратная поддержка режима виртуальной реальности. - Режим Daydream VR. Daydream VR анонсировали еще на Google I/O 2016, но появится режим виртуальной реальности только с Android 7.1. Пока что только для смартфонов Pixel и Pixel XL. - App shortcuts API. После многочисленных утечек Google официально представили «ярлыки для приложений». Ярлыки позволяют производить основные действия с приложением еще до его запуска. Вы можете создать до 5 ярлыков для одного приложения. - Поддержка круглых иконок для приложений. Позволяет привести все иконки к единому дизайну, соответствующему новому Pixel Launcher. - Image Keyboard Support. Расширяет виды контента, которые пользователи могут вводить с помощью клавиатуры. Позволяет использовать стикеры, gif-изображения и много другое прямо из вашей клавиатуры. Приложения могут «сказать», какой тип контента они принимают, а клавиатура может предоставить этот контент пользователю. - Storage manager Intent. Дает пользователю доступ к новой части настроек, где вы можете узнать, какие файлы и приложения используют вашу память, удалить неиспользуемые файлы и освободить место на вашем устройстве. - Поддержка Daydream. - Контекстное меню для ярлыков приложений, вызываемое по долгому нажатию на иконку (программный аналог 3D Touch). - Другие функции, которые пока доступны только владельцам Google Pixel и Pixel XL. - Улучшение шифрования. - Исправления ошибок и небольшие улучшения программного кода. - Новые настройки живых обоев. - Позволяет пользователям решать, где применять живые обои. - Поддержка жестов по сканеру отпечатков пальцев для Nexus 5X и Nexus 6P. | >                        |
| Дата выхода: 22 августа 2016 года · Версия ядра Linux: 4.4.1 · Версия API: 24, 25 |                          |

| | Android 8.0 / 8.1 Oreo |
| - Новое пасхальное яйцо (осьминог, которого можно перемещать по экрану пальцем; при каждом запуске меняет свой размер) - Новые уведомления. Они получили новый дизайн, как это произошло в Android 7.0 Nougat. - Бейджи на иконках. Над иконками приложений на рабочем столе будут отображаться количество новых событий в программе. Это позволит пользователю быстро оценить состояние приложения, посмотрев на его иконку. - «Картинка в картинке». Будет возможность смотреть видео в оконном режиме, на планшетах и смартфонах. Суть режима будет заключаться в минимизированном окне воспроизведения видео, которое будет располагаться поверх всех приложений на экране. Таким образом, например, можно будет смотреть YouTube и одновременно пользоваться другими сервисами. - Ограничение фоновых процессов. В новой версии браузера Google Chrome 57 появилась технология, которая ограничивает нагрузку на процессор для неактивных вкладок. Следовательно будет более автономная работа — действие фоновых процессов будет дополнительно ограничиваться ради экономии заряда. - Динамические иконки. В новой версии приложения смогут менять иконки без обновления всего приложения. Это дает возможность приложениям отображать свой статус с помощью иконки. - Ранее сообщалось, что в Android 8.0 появятся функция Gboard Copy Less, которая будет предугадывать, когда пользователь пытается отправить адрес найденного объекта в другом приложении. Как только будет набран указывающий на это фрагмент текста «it’s at», Gboard покажет соответствующую подсказку. - Другое нововведение Android 8.0 — автоматическая вставка связей с подходящими по контексту приложениями. Например, встретившийся в сообщении электронной почты телефонный номер будет связан с окном набора номера, адрес откроет приложение карт, а дата — календарь. - Еще одна опция Android 8.0 заключается в распознавании экранных жестов, открывающих в любой ситуации соответствующее приложение. Например, чтобы открыть календарь, достаточно будет изобразить пальцем на экране букву C. - API нейронных сетей - API общей памяти - API WallpaperColors - Уровень заряда батареи Bluetooth для подключенных устройств, доступный в быстрых настройках - Android Go, дополнительный легкий дистрибутив Android для устройств младшего класса с объемом памяти менее 1 ГБ - Обновления структуры автозаполнения - Программные действия безопасного просмотра - Кнопки навигации тускнеют, когда не используются - Визуальные изменения в «Power Off» и «Restart», включая новый экран и плавающую панель инструментов - Тост-уведомления теперь белого цвета с одинаковой прозрачностью - Автоматические светлые и темные темы - Дополнительная поддержка чипов изображений для устройств Pixel 2 - Новое пасхальное яйцо в виде официального изображения печенья Oreo - Исправлены эмодзи гамбургера, сыра, и пива. | >                      |
| Дата выхода: 21 августа 2017 года · Версия ядра Linux: 4.10 · Версия API: 26, 27 |                        |

| | Android 9 Pie |
| - Новое пасхальное яйцо (игра, где нужно рисовать пальцем; можно выбрать цвет и толщину кисти, также есть ластик; что интересно, при каждом запуске доступный набор цветов будет отличаться) - Новый пользовательский интерфейс для быстрого меню настроек. - Часы на панели уведомлений перемещены к левому краю экрана. - «Док-панель» теперь имеет полупрозрачный фон. - В режиме энергосбережения больше не отображается оранжевая полоса панели уведомлений и состояния, иконка батареи становится красной (оранжевой). - В меню кнопки питания добавлена функция «Снимок экрана». - Возможность отключить биометрическую аутентификацию нажатием кнопки на экране блокировки. - Закругленные углы в пользовательском интерфейсе. - Новые жесты для переключения между приложениями или действия в приложениях. - Более богатые уведомления о сообщениях, где полная беседа может быть получена в уведомлении, полномасштабных изображениях и умных ответах, похожих на новое приложение Google, "Reply". - Поддержка вырезов в дисплее. - Переработанный ползунок громкости. - Заряд аккумулятора теперь отображается в режиме AOD (всегда включенный экран). - Изменения безопасности блокировки экрана включают возможный возврат улучшенной NFC Unlock. - Экспериментальные функции (которые в настоящее время скрыты в меню под названием Feature Flags), например, обновленная страница «О телефоне» в настройках и автоматическое включение Bluetooth во время вождения. - DNS поверх TLS - Новый дополнительный системный интерфейс на основе жестов, позволяющий пользователям перемещаться по ОС с помощью swipes чаще, чем традиционный пользовательский интерфейс - Обновлен многозадачный коммутатор приложений с панелью поиска Google и ящиком приложений. - Android Dashboard, которая сообщает пользователю, сколько времени вы тратите на свое устройство и в приложениях, и позволяет пользователю устанавливать ограничения по времени для приложений - «Шуш», расширенная версия режима «Не беспокоить» активирована, поместив телефон лицевой стороной вниз, что отключает стандартные уведомления - «Адаптивная батарея», которая использует Doze для спячки пользовательских приложений, ОС определяет, что пользователь не будет использовать - Функция автоматической яркости изменяет яркость экрана на основе пользовательских предпочтений. - Функция Wind Down позволяет пользователям Android устанавливать определенное время сна, при котором включается режим «Не беспокоить» и весь интерфейс телефона делается серым, чтобы препятствовать дальнейшему использованию в ночное время - Поддержка Vulkan 1.1 |               |
| Дата выхода: 6 августа 2018 года · Версия ядра Linux: 4.4.107, 4.9.84 и 4.14.42 · Версия API: 28 |               |

| | Android 10 (Quince Tart) |
| - Новое пасхальное яйцо (на экране три объекта: слово «android», цифра 1 и цифра 0; каждый объект можно перемещать пальцем; также объекты можно поворачивать, сделав сначала короткое нажатие по ним, затем длинное; если из цифр собрать букву Q, задний фон «оживает»; нажав несколько раз на собранную Q, открывается игра-головоломка, в которой нужно собрать изображение; всеми изображениями являются системные значки, например, значок предупреждения). - Встроенная поддержка складных телефонов. - Новые и улучшенные настройки пользовательского интерфейса со сменными темами, значками и шрифтами. - Позволяет пользователям контролировать, когда приложения имеют разрешение на просмотр своего местоположения: никогда, только когда приложение используется (работает) или постоянно (в фоновом режиме). - Новые разрешения для доступа к фоновым фотографиям, видео и аудиофайлам. - Встроенный рекордер экрана. - Фоновые приложения больше не могут прыгать на передний план. - Улучшенная конфиденциальность: ограниченный доступ к не сбрасываемым идентификаторам устройств. - Обмен ярлыками, позволяющими делиться контентом с контактом напрямую. - Плавающая панель настроек, позволяющая изменять настройки системы прямо из приложений. - Динамический формат глубины для фотографий, который позволяет изменять размытие фона после съемки. - Поддержка видеокодека AV1, видео формата HDR10 + и аудиокодека Opus. - Встроенный MIDI API, позволяющий взаимодействовать с музыкальными контроллерами. - Улучшенная поддержка биометрической аутентификации в приложениях. | >                        |
| Дата выхода: 3 сентября 2019 года · Версия ядра Linux: 4.14.117 · Версия API: 29 |                          |

| | Android 11 (Red Velvet Cake) |
| - Новое пасхальное яйцо (очень напоминает яйцо из Android 7 Nougat; нужно прокрутить ручку до конца, затем, если не появится число 11, вернуть ручку в исходное положение и снова прокрутить до конца; теперь нужно открыть управление умным домом (работает, даже если у пользователя нет умных устройств) и добавить приложение-контроллер "Cat Controls". Можно наполнить миску едой, водой, а также поиграть с игрушкой; таким образом, можно приманить кота; когда появится уведомление о том, что нашёлся кот, нужно нажать на него, чтобы открыть список всех котов; каждым котом можно поделиться, нажав на его изображение). - Поддержка 5G. - Улучшенная поддержка складных телефонов. - Поддержка новых типов экранов. - Обновления компонентов системы через Google Play — «Project Mainline». - Улучшенная совместимость приложений. - Новые возможности общения. - Улучшенная поддержка нейросетей. - Конфиденциальность и безопасность. - Изменения в области связи, камеры и производительности: - Улучшения в области фильтрации звонков — через статус подтверждения STIR / SHAKEN для входящего вызова. - Улучшенный API по выбору оптимального Wi-Fi соединения - Поддержка анимированных файлов формата HEIF на системном уровне, для экономии данных и уменьшения размера apk. - Встроенный декодер изображений, новые API-интерфейсы NDK позволяют приложениям декодировать и кодировать изображения: JPEG, PNG, WebP, сохраняя при этом меньший размер APK. - Отключение звука во время захвата камеры — новые API для отключения вибрации звонков, сигналов будильника или уведомлений во время записи. - Декодирование видео с низкой задержкой в MediaCodec: минимальные задержки при декодировании видео, актуально для Google Stadia. - Режим HDMI с низкой задержкой — новые API для запроса автоматического режима с низкой задержкой известного также как «игровой режим» на внешних дисплеях и телевизорах. | >                            |
| Дата выхода: 8 сентября 2020 года · Версия ядра Linux: 4.14, 4.19 и 5.4 · Версия API: 30 |                              |

| | Android 12 ( Snow Cone ) |
| - Поддержка Ultra Wideband. - Изменения в Google Play Маркете. - Усовершенствованная облачная система резервного копирования. - Новые жесты и сторонние лаунчеры. - Тотальный контроль за фоновыми приложениями. - Новое пасхальное яйцо (часы; стрелки на них необходимо перевести на 12:00; тогда появится картинка с множеством кругов, цвет которых зависит от используемых в данный момент обоев; это яйцо призвано продемонстрировать новую функцию — подбор цвета интерфейса в зависимости от установленных обоев). - Улучшения для складных телефонов, планшетов, экранов размером с настольный компьютер и Chromebook, а также изменения в пользовательском интерфейсе для адаптации к большим экранам. - Пользовательский интерфейс. Android 12L представляет значительное обновление языка Material Design операционной системы под названием "Material You", который включает в себя более крупные кнопки, увеличенное количество анимации и новый стиль для виджетов домашнего экрана. Функция под внутренним кодовым названием "monet" позволяет операционной системе автоматически генерировать цветовую тему для системных меню и поддерживаемых приложений, используя цвета обоев пользователя. Области "умный дом" и Wallet, добавленные в меню питания в Android 11, были перемещены в тень уведомлений, а Google Assistant теперь активируется при удержании кнопки питания. - Реализована встроенная поддержка создания скриншотов с прокруткой. - Помимо пользовательского интерфейса, виджеты на Android 12 также обновлены с помощью нового языка дизайна Material You. - Улучшена производительность системных служб, таких как WindowManager, PackageManager, системный сервер и прерывания. Также добавлены улучшения доступности для людей с ослабленным зрением. В Project Mainline добавлен Android Runtime, что позволяет обслуживать его через Play Маркет. - Android 12L добавляет поддержку пространственного аудио и MPEG-H 3D Audio, а также поддерживает транскодирование видео HEVC для обратной совместимости с приложениями, которые его не поддерживают. API "вставка богатого контента" облегчает передачу форматированного текста и мультимедиа между приложениями, например, через буфер обмена. Сторонние магазины приложений теперь имеют возможность обновлять приложения, не спрашивая постоянно разрешения у пользователя. - Функции машинного обучения на уровне ОС находятся в "песочнице" "Android Private Compute Core", которой категорически запрещен доступ к сетям. - Приложениям, запрашивающим данные о местоположении, теперь можно ограничить доступ только к "приблизительным" данным о местоположении, а не к "точным". В переключатели быстрых настроек добавлены элементы управления, позволяющие запретить приложениям использовать камеру и микрофон в масштабах всей системы. Если они активны, на экране будет отображаться индикатор. | >                        |
| Дата выхода: 4 октября 2021 года · Версия ядра Linux: 4.19, 5.4 и 5.10 · Версия API: 31, 32 |                          |

| | Android 13 ( Tiramisu ) |
| - Автоочистка буфера обмена через час. Ранее такая функция была реализована в клавиатуре Gboard. - Теперь отправка уведомлений является одним из разрешений. По умолчанию это разрешение выключено. - Приложениям теперь можно разрешать доступ только к определённым медиафайлам на устройстве, а не ко всем. | >                       |
| Дата выхода: 15 августа 2022 года · Версия ядра Linux: 5.4, 5.10 и 5.15 · Версия API: 33 |                         |

| | Android 14 (Upside Down Cake) |
| - Улучшена персонализация экрана блокировки - Добавлена возможность подключения смартфона к компьютеру как веб-камера - Запрещена установка приложений с уровнем SDK ниже 23 - В приложениях, использующих обработчики, работающие в фоновом режиме, теперь обязательно указание типа фонового сервиса - Расширены возможности по использованию сразу нескольких рабочих профилей, причём упрощено и переключение между ними - Ограничили типы приложений, которым разрешён вывод полноэкранных уведомлений при блокировке экрана | >                             |
| Дата выхода: 4 октября 2023 года · Версия ядра Linux: 5.10, 6.1 · Версия API: 34 |                               |

| | Android 15 ( Vanilla Ice Cream ) |
| - Возможность определить износ аккумулятора в процентах за весь срок эксплуатации - Модернизированный режим мультизадачности с возможностью запуска двух приложений на одном экране - Возможность создать секретный профиль, скачивать копии приложений, а также сохранять фото, видео и прочие файлы, без попадания данной информации в основной аккаунт - Возможность смены голосового помощника по умолчанию - Виджеты экрана блокировки — они будут видны даже при выключенном экране в режиме AOD - Функция архивации приложений | >                                |
| Дата выхода: 3 сентября 2024 года · Версия ядра Linux: 6.6 · Версия API: 35 |                                  |